# 李広熙

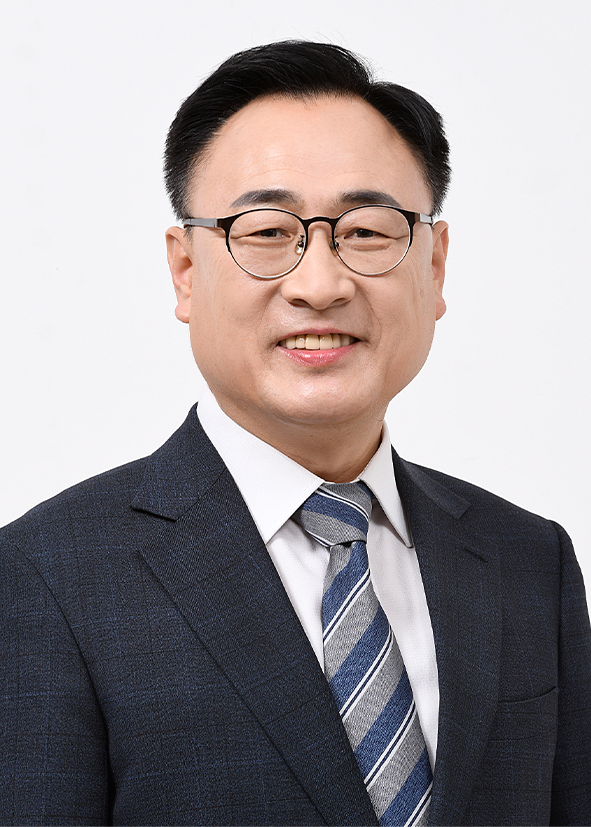
公式写真

李 広熙（イ・グァンヒ、朝鮮語: 이광희/李廣熙、1963年10月9日 - ）は、大韓民国の政治家。第9・10代忠清北道議会議員、第22代韓国国会議員などを務めた。

## 経歴
城南高等学校、忠北大学校農生物学科卒。同大大学院山林学科修了。韓国青年連合会・民化協青年委員長・共同代表、山南ヒキガエル村新聞編集長、忠北の森解説家協会事務局長、国会議員政策補佐官、共に民主党忠北道党スポークスパーソン、共に民主党教育研修院副院長を務めた。